# Pierre-Victor Calliat
Pierre-Victor Calliat (1801-1881) fue un arquitecto francés.

## Biografía
Nacido el 1 de septiembre de 1801 en París, fue alumno de Châtillon. Ingresó en la Escuela de Bellas Artes en 1823, donde obtuvo el premio departamental en 1832, y completó sus estudios con un viaje a Italia. A su regreso, fue nombrado, bajo la dirección de Godde y Lesueur, inspector de las obras de ampliación del antiguo hôtel de ville de París. Posteriormente, mandó construir la mairie del distrito V, edificio entonces ubicado en la calle de Bondy, y la sede central de los Frères de la Doctrine Chrétienne.

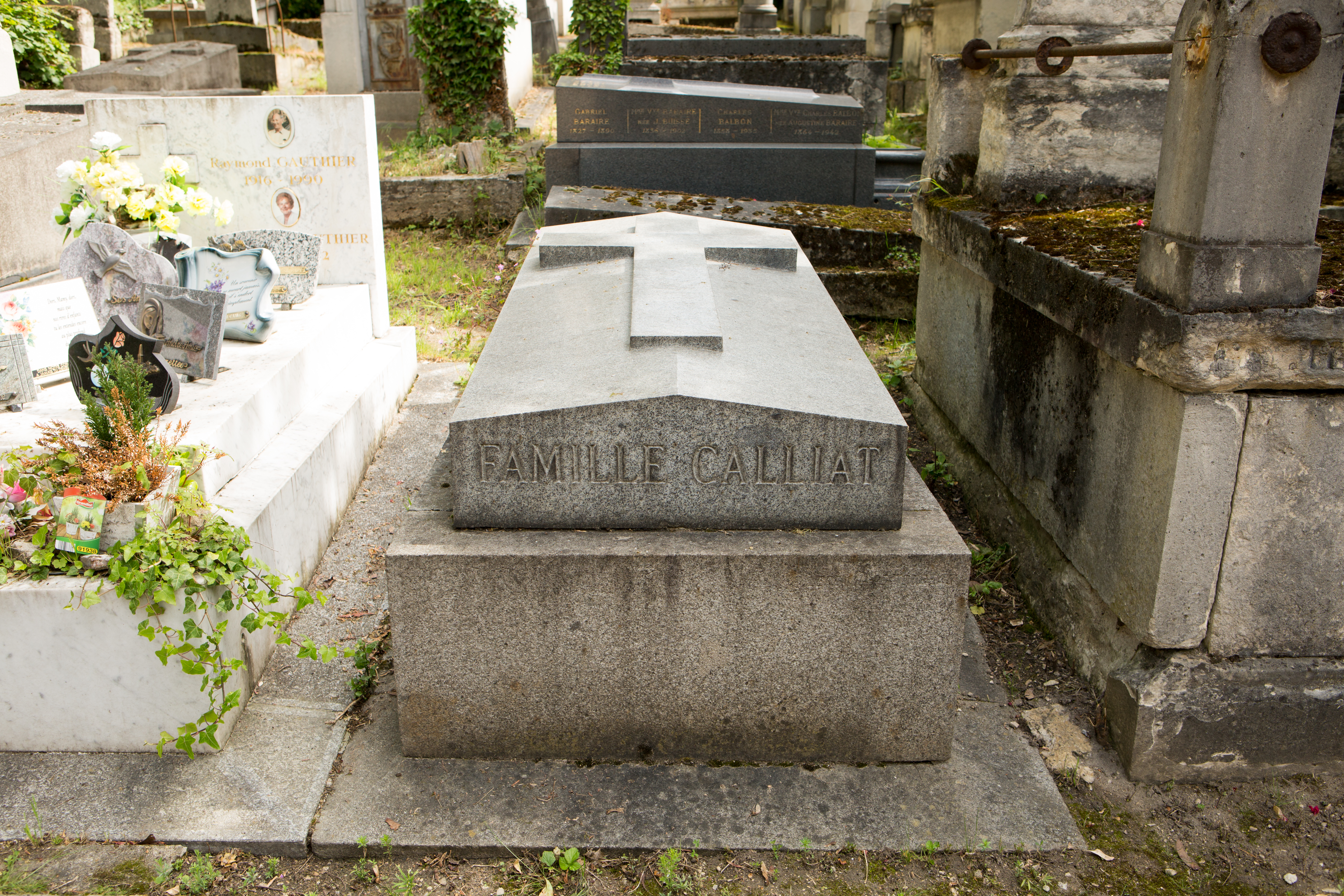
Tumba de Caillat en el cementerio del Père Lachaise

Durante la reorganización, en 1860, del departamento de obras arquitectónicas de la ciudad de París, Calliat fue nombrado arquitecto de los distritos III y V, donde construyó importantes edificios, como la mairie del distrito III (frente al Square du Temple, completado por Chat), la Caserne de la Cité, edificios para la Guardia Republicana y bomberos, así como el presbiterio de la iglesia de Saint-Nicolas-du-Chardonnet. También se le debe la restauración del portal de la iglesia de Saint-Gervais y el traslado, frente a la nave de la iglesia de los Blancs-Manteaux que amplió, del portal de la antigua iglesia del convento de los Barnabitas.
Calliat, que había fundado en 1850 la Encyclopédie d'architecture, realizó para esta publicación, de 1851 a 1863, los dibujos necesarios para las 120 láminas que incluía anualmente. También publicó monografías de edificios bajo los siguientes títulos: L'Hôtel de Ville de Paris (1844, en colaboración con Leroux de Lincy), L'Eglise Saint-Eustache (1850), La Sainte-Chapelle de Paris (1857, en colaboración con de Guilhermy) y Parallèle des maisons construites depuis 1830 jusqu’à nos jours (1862). Nombrado caballero de la Legión de Honor en 1847 y posteriormente caballero de la Orden de los Santos Mauricio y Lázaro de Italia, falleció el 12 de enero de 1881.